# Посольство Словакии в России

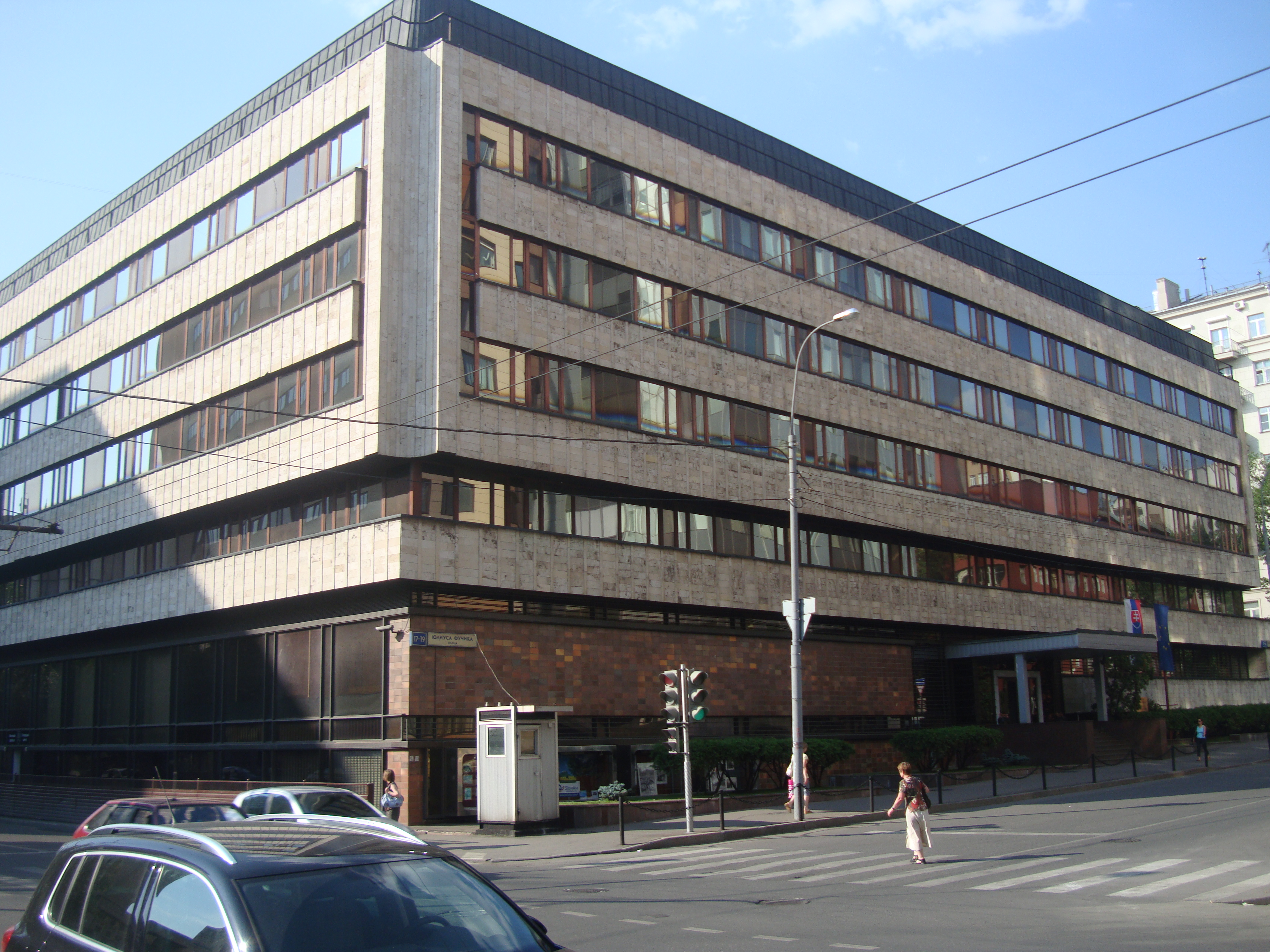
Здание посольства.

Посольство Словацкой республики в России расположено в Москве на улице Юлиуса Фучика, 17/19. Послом Словацкой республики в Российской Федерации является Любомир Регак.
- В Москве также находится Словацкий институт (2-я Брестская улица, д. 27), который занимается культурными связями между Словакией и Россией.
- Генеральное консульство Словацкой Республики имеется в Санкт-Петербурге (улица Орбели, д. 21, к .2).
- Индекс автомобильных дипломатических номеров посольства — 149.

## Послы Словакии в России
- Роман Палдан (1993—1999)
- Игор Фурдик (1999—2004)
- Аугустин Чисар (2004—2009)
- Йозеф Мигаш (2009—2014)
- Петер Припутен (2014—2020)
- Любомир Регак (2020—н.в.)